# 加斯頓·馬伯樂

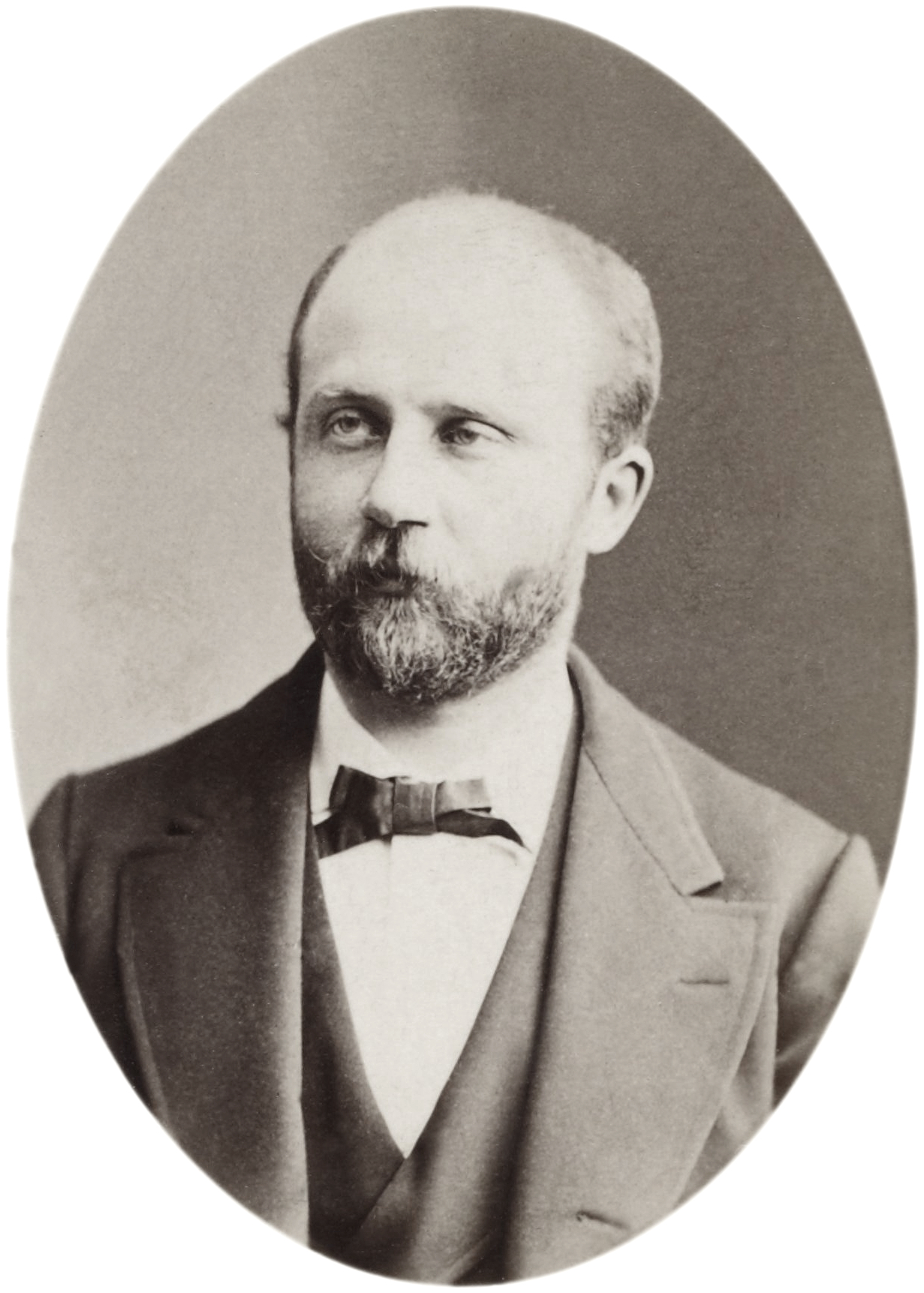
加斯頓·馬伯樂

加斯顿·卡米尔·查尔斯·马伯乐（1846年6月23日—1916年6月30日）法国埃及学学者，1881年的论文使得“海上民族”一词得以流行。其子亨利·馬伯樂是著名的汉学家，喬治·馬伯樂是东方学家。
加斯顿·马伯乐祖籍意大利。1874年在巴黎法兰西学院任埃及学教授。1881年起在开罗主持埃及古物管理所,从事考古工作。在萨卡拉等地发现古王国金字塔铭文和新王国法老的木乃伊。著作有《埃及古物考》《古代埃及与亚述人的生活》和《文明之曙光》等。

## 延伸阅读
- Bierbrier, Morris L. . London: Egypt Exploration Society. 2012: 359–361. ISBN 978-0-85698-207-1.
- David, Élisabeth. . Paris: Pygmalion. 1999.
- Lesko, Barbara S. . . London: Routledge. 1999: 473–474. ISBN 0-415-18589-0.
- Drower, Margaret S. . The Journal of Egyptian Archaeology (Sage Publications). 1982, 68: 299–317  [2021-10-04]. JSTOR 3821648. （原始内容存档于2021-11-10）.